# گمینا اوشنچینه
گمینا اوشنچینه (به لهستانی:  Gmina Osięciny) یک گمینا در لهستان است که در شهرستان راجیوف واقع شده‌است. گمینا اوشنچینه ۱۲۲٫۹۹ کیلومتر مربع مساحت و ۸٬۱۴۲ نفر جمعیت دارد.